# Cèler (arquitecte)
Cèler (en llatí: Celer) va ser un artista i arquitecte romà de considerable talent. Ell, juntament amb l'arquitecte Severus van construir la Domus Aurea, el riquíssim palau de Neró.
No estava satisfet amb la realització d'aquest palau, car volia obres més grans, i juntament amb Severus va treballar en la construcció d'un canal entre el llac Avern i la desembocadura el Tíber per tal d'engrandir el port d'Òstia, puix que els vaixells més grans havien d'anar a Puteoli, però la mort de l'emperador va impedir que aquesta obra acabés.